# Delias eichhorni
Delias eichhorni är en fjärilsart som beskrevs av Rothschild 1904. Delias eichhorni ingår i släktet Delias och familjen vitfjärilar. Inga underarter finns listade i Catalogue of Life.